# 特鲁瓦韦夫尔
特鲁瓦韦夫尔（法語：Trois-Vèvres，法語發音：[tʁwa vɛvʁ]）是法国涅夫勒省的一个市镇，位于该省南部，属于讷韦尔区。

## 地理
特鲁瓦韦夫尔（46°54'44"N, 3°25'8"E）面积7.65 平方千米，位于法国勃艮第-弗朗什-孔泰大區涅夫勒省，该省份为法国中部省份，北至约讷省，西北接卢瓦雷省，西接谢尔省，南至阿列省，东南接索恩-卢瓦尔省，东临科多尔省。
与特鲁瓦韦夫尔接壤的市镇（或旧市镇、城区）包括：博蒙-萨尔多勒、德吕-帕里尼、拉马希讷、卢瓦尔河畔苏日、蒂扬日。

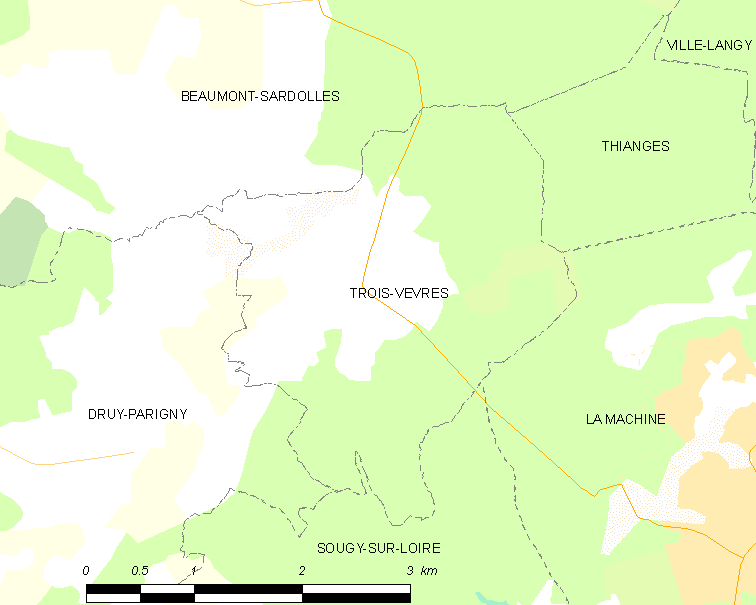
特鲁瓦韦夫尔的OSM定位图

特鲁瓦韦夫尔的时区为UTC+01:00、UTC+02:00（夏令时）。

## 行政
特鲁瓦韦夫尔的邮政编码为58260，INSEE市镇编码为58297。

## 政治
特鲁瓦韦夫尔所属的省级选区为安菲县。

## 人口

1962-2008年间特鲁瓦韦夫尔人口变化图示

特鲁瓦韦夫尔于2022年1月1日时的人口数量为243人。